# Théodore Géricault
Théodore Géricault sinh ngày 26 tháng 9 năm 1791 tại Rouen, mất ngày 26 tháng 1 năm 1824 tại Paris, là một họa sĩ - điêu khắc gia người Pháp.
Ông là gương mặt tiên phong và tiêu biểu của chủ nghĩa lãng mạn. Cuộc đời ngắn ngủi và nhiều sóng gió của ông đã để lại nhiều giai thoại.

## Tiểu sử
Gia đình Géricault rất giàu có. Cha ông là thẩm phán kiêm chủ đất, lại nắm giữ một nhà máy sản xuất thuốc lá. Mẹ ông cũng xuất thân từ một gia đình vương giả xứ Normandie. Cả đời Theodore không bao giờ phải lo lắng tới chuyện tiền bạc, cũng chưa từng buôn bán các tác phẩm của mình để sinh nhai. Năm 1796, gia đình Géricault chuyển đến Paris, nơi sau đó ông theo học trường Lycée Impérial (trung học hoàng gia).
Théodore theo học tại xưởng vẽ của Carle Vernet, một họa sĩ chuyên vẽ cảnh săn bắn. Sau đó, ông tiếp tục theo học với Pierre Narcisse Guérin, trước khi ghi danh vào trường mỹ thuật Paris năm 1811.
Năm 1814, Géricault đem lòng yêu Alexandrine Caruel - cô vợ trẻ của người cậu ruột. Mối quan hệ của họ kéo dài trong nhiều năm, họ có một cậu con trai tên là Hippolyte Georges.
Gécicault có hai người bạn thân thiết nhất là họa sĩ Delacroix và Louis-Alexis Jamar. Louis-Alexis là người làm mẫu cho hai tác phẩm chiếc bè của chiến thuyền Méduse và Họa sĩ trong xưởng vẽ của ông.
Géricault rất ngưỡng mộ các họa sĩ thời phục hưng Ý, trên hết là Michel-Ange. Ông cũng rất yêu thích và chịu ảnh hưởng từ họa sĩ Peter Paul Rubens người Hà Lan. Đối với các nghệ sĩ cùng thời, ông đặc biệt kính trọng Antoine-Jean Gros. 